# 墨曲高原鳅
墨曲高原鳅（学名：Triplophysa moquensis）为輻鰭魚綱鲤形目條鳅科高原鳅属的鱼类。在中国，分布于四川省若尔盖的辖曼湖等。该物种的模式产地在辖曼湖。

## 扩展阅读
維基物種上的相關：墨曲高原鳅